# Abarth Grande Punto
El Abarth Grande Punto, numerado como "Proyecto 199", es un automóvil deportivo subcompacto del segmento B producido por el fabricante italiano Fiat y desarrollado en convenio con la división Abarth, de 2007 a 2014. Se trataba de una versión potenciada del modelo de producción Fiat Grande Punto, el cual fue equipado con elementos desarrollados por Abarth, los cuales aumentan considerablemente su potencia, convirtiéndolo en un semideportivo de altas prestaciones.

## Breve historia de Abarth
Desde sus inicios y a lo largo de su historia, la casa italiana Abarth se caracterizaría por experimentar y producir automóviles de alto rendimiento, basados primeramente en la línea de producción de marcas como Ferrari, Simca o Porsche, hasta su adquisición en 1971 por Fiat, de la que se convertiría finalmente en su marca de desarrollos deportivos exclusivos. Así, entrarían en el listado de modelos desarrollados por Abarth como el Fiat 600 (Abarth 1100), el Fiat 124 (Abarth 124), el Fiat 131 (Abarth 131) y más en el siglo XXI los Fiat 500 (Abarth 500, Abarth 695 Tributo Ferrari) y Grande Punto. Básicamente, el desarrollo de Abarth consistía en la preparación de los motores de los modelos de Fiat, buscándole a los mismos la posibilidad de desarrollar una mayor potencia a la que habitualmente entregan una vez salidos de fábrica. Estas mejoras en cuanto a lo mecánico, también tenían su cuota en lo estético ya que a la par de estos trabajos, Abarth desarrollaría para estos coches distintos tipos de equipamientos externos, tales como: faldones, alerones, tomas de aire, llantas deportivas, los cuales además de darles estética deportiva, también tenían su influencia en el aumento de las prestaciones de estas unidades, convirtiéndose así en verdaderos "deportivos de calle". Estos equipamientos externos, vienen complementados con elementos de seguridad para sus pasajeros, como cinturones, asientos anatómicos y volantes de competición.

## Grande Punto

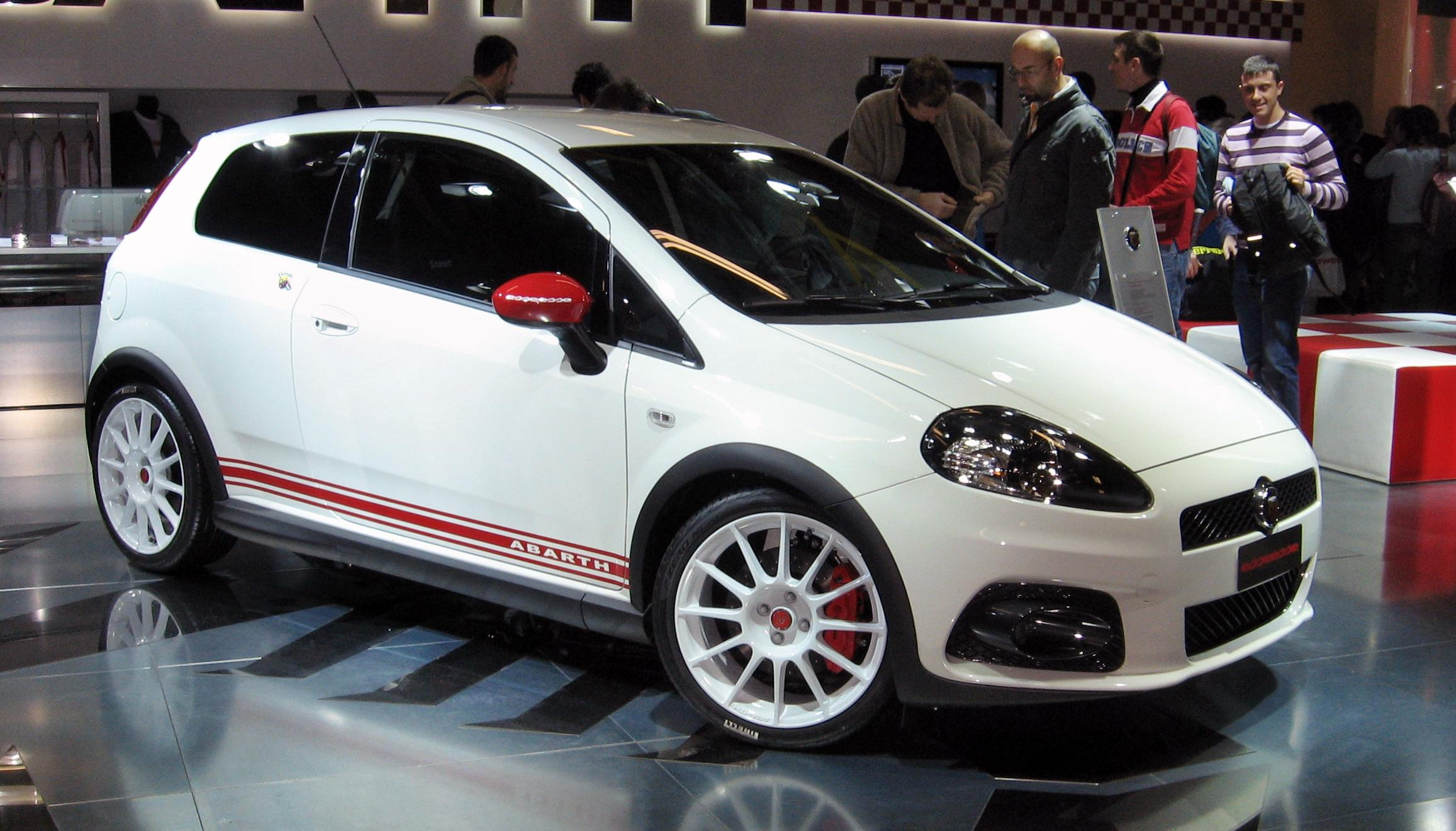
Versión "esseesse" en el Salón del Automóvil de Bolonia de 2007

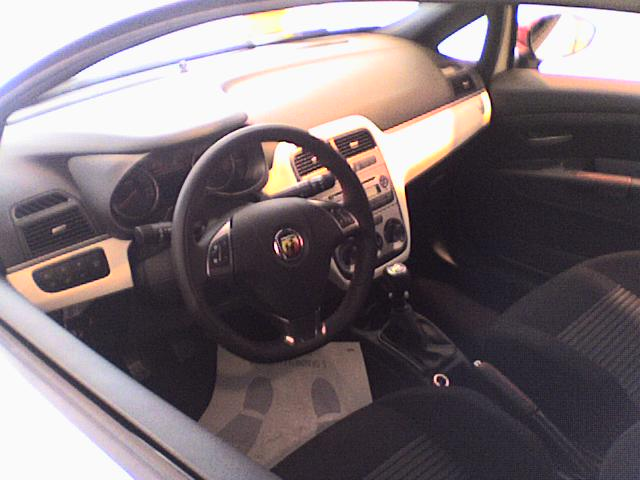
Vista del interior

Este producto pertenece a la larga lista de desarrollos ejecutados por Abarth en convenio con Fiat. Una de las diferencias más importantes entre esta versión y el modelo de producción de Fiat radica en su motorización, ya que estaba equipado con un motor T-Jet de 1368 cm³ (1,4 litros) de origen Fiat, pero desarrollado por Abarth, el cual entrega una potencia máxima de 155 CV (153 HP; 114 kW), pudiendo llegar a los 180 CV (178 HP; 132 kW) en caso de incorporarse al coche un equipo especial, desarrollado también por Abarth.
Sobre estos conjuntos de equipamiento, Abarth lanzaría la línea Assetto y la línea Essesse, siendo la primera pensada para otorgar mayor estabilidad al vehículo, mientras que la segunda fue pensada para incrementar la potencia. En el aspecto externo, su carrocería cuenta con elementos de alto rendimiento, tales como faldones laterales o un alerón trasero para mejorar la estabilidad en ruta. Además, la relación peso a potencia mejoraría ostensiblemente con respecto al Fiat Grande Punto, pasando de los 10 kg/CV a 6,3 kg/CV en orden de marcha.
Una de las características más importantes de Abarth, a la hora del desarrollo de este coche, tenía que ver por el lado de la seguridad de sus ocupantes. Distintos elementos fueron incorporados en este sentido, garantizando la seguridad del conductor y sus acompañantes. La lista de elementos de seguridad activa y pasiva incorporados en este modelo, se conforma por:
- Seis airbags repartidos en la parte frontal, lateral y de cabeza.
- Servofreno con asistencia ABS + HBA.
- Sistema de control de estabilidad (ESP).
- Sistema de control de tracción (ASR).
- Distribución electrónica de frenado (EBD).
- Sistema Hill-Holder.
- Fijaciones ISOFIX de 3 puntos.[5]

También se desarrollaron dos niveles de equipamiento, pensados para mejora en la estabilidad del coche y en el rendimiento del mismo:
En primer término, el paquete Assetto es un sistema de equipamiento desarrollado para mejorar la estabilidad del vehículo y que está compuesto, entre otras cosas, por muelles rebajados, discos de freno perforados, pastillas de frenos de alto rendimiento y llantas de aleación de 18 pulgadas (45,7 cm) con neumáticos 215/40 R18. 
Por su parte, el paquete Essesse (SS) es un sistema de equipamiento pensado para mejorar las prestaciones del vehículo, aumentando ostensiblemente su potencia. En este sentido, entre los principales componentes de esta gama figuran un turbocompresor, inyectores específicos, filtro de aire, conjunto de embrague, tubo de escape con doble salida y un software especial programado para lograr que el coche alcance una potencia máxima de 180 CV (178 HP; 132 kW). Con este paquete, también mejoran los demás valores relacionados con el rendimiento del vehículo, generando un par motor máximo de 270 N·m (199 lb·pie) a las 3000 rpm, alcanzando a rondar los 215 km/h (134 mph) de velocidad máxima.

## Otras variantes

### Punto EVO

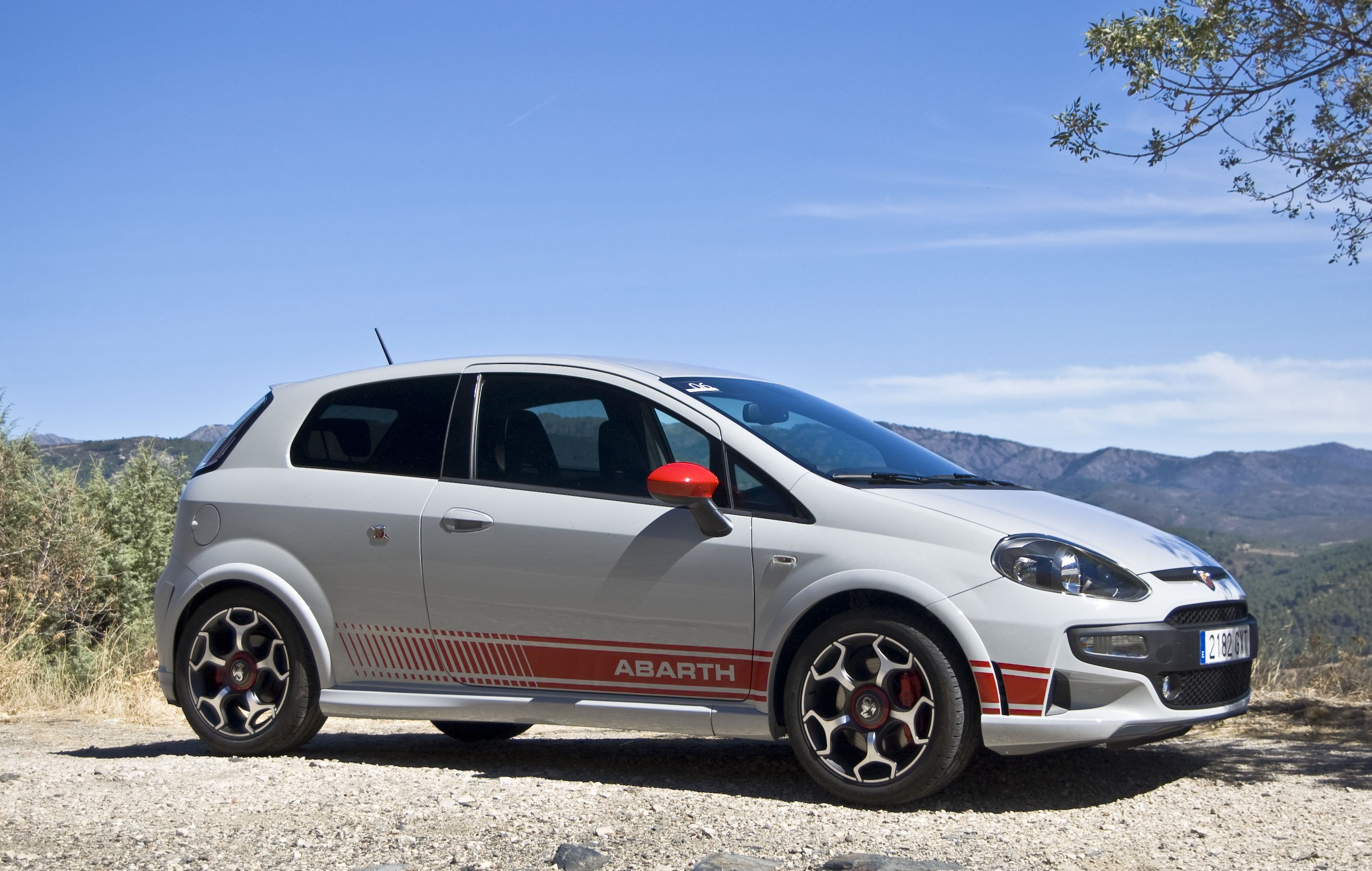
En gris claro

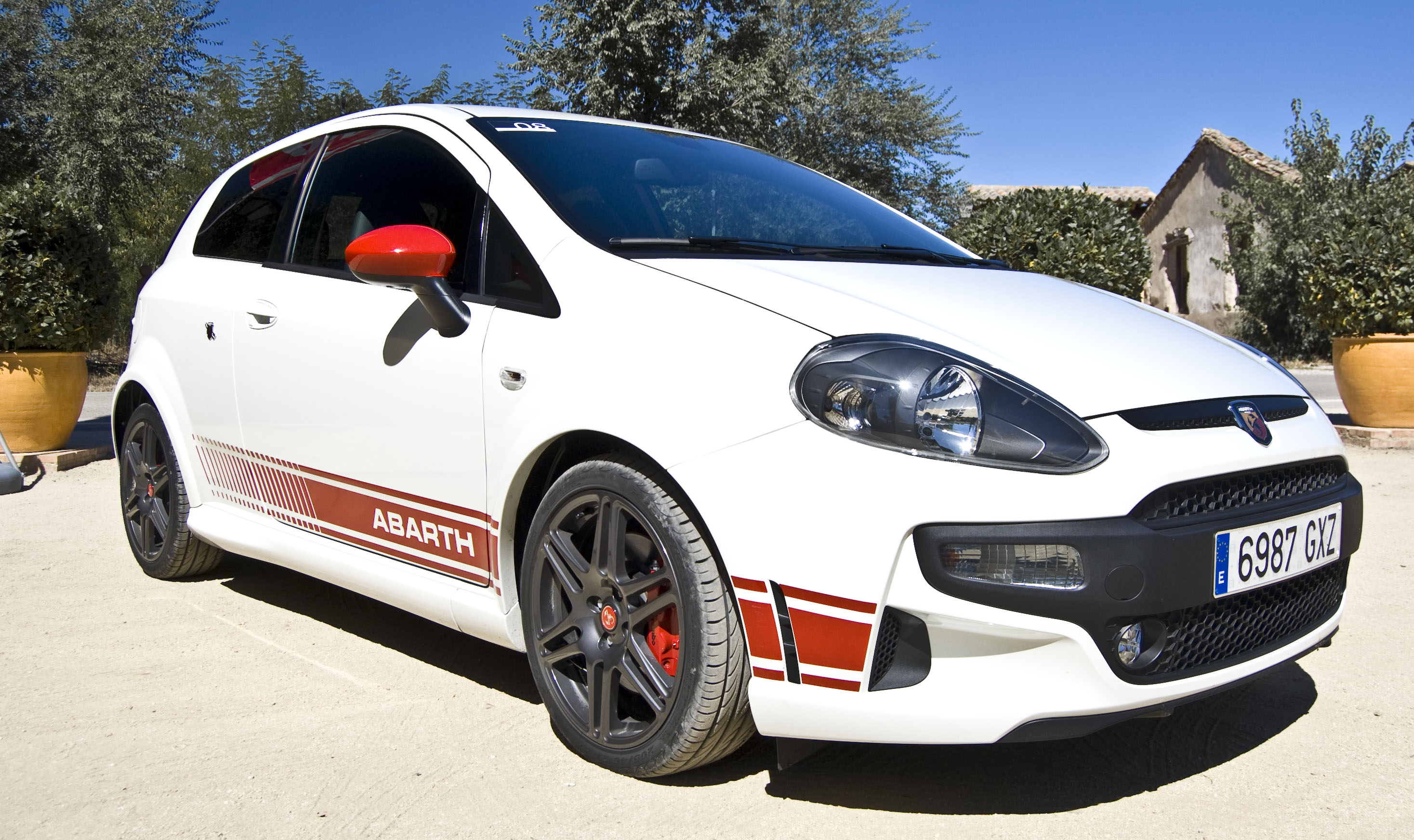
En blanco

El Abarth Punto EVO fue la evolución del Grande Punto, presentado en el Salón del Automóvil de Ginebra de 2010. Este vehículo, al igual que su antecesor, estaba basado en la versión evolucionada del Grande Punto y que, al igual que la primera versión, presentaba desarrollos tanto en carrocería como en mecánica.
La novedad más importante presentada para esta generación, radicaba en la incorporación del nuevo motor T-Jet con tecnología MultiAir, un sistema electrohidráulico para control dinámico de las válvulas de admisión, que gestiona electrónicamente y de forma directa el aire admitido en los cilindros. Además, este motor que mantenía la misma cilindrada de 1368 cm³ (1,4 litros), incorporaba de serie un turbocompresor Garrett GT1446, que le permitía generar un potencia máxima de 165 CV (163 HP; 121 kW) y, en caso de incorporarse el paquete "Essesse", se podía incrementar hasta 180 CV (178 HP; 132 kW).
En cuanto a innovaciones tecnológicas, incorporaba un sistema de gestión electrónica de conducción con comando manual, el cual permitía al conductor elegir entre un estilo de conducción normal, o bien, deportivo. En esta segunda opción, el sistema activaba de forma automática el Control de Transferencia de Par, conocido por sus siglas en inglés Torque Transfer Control (TTC), que permitía la gestión del par motor para así lograr una mejor tenida en curvas y terrenos poco estables. Otro sistema que actuaba durante el estilo de conducción deportiva era el GSI, que indicaba al conductor el momento idóneo para cambiar de marcha.
Por el lado de lo estético y respetando la filosofía de Abarth, recibiría al igual que su antecesor distintos elementos aerodinámicos, tales como faldones laterales, parachoques más anchos o alerón trasero, con el fin de poder brindar una mayor estabilidad al vehículo en orden de marcha. En cuanto a su sistema de seguridad, estaba compuesto por siete airbags, incluyendo como novedad también para las rodillas, frenos de disco en las cuatro ruedas, suspensión independiente en las ruedas delanteras y semiindependientes en las traseras. La producción de este modelo finalizó en 2014, debido a los bajos niveles de venta y demanda que presentó durante sus últimos años.
En la parte frontal tenía formas son parecidas al modelo de Fiat, pero más brutas. Se mantenía la parte negra central, pero se hacían más profundas las entradas de aire y se ensanchaba en los laterales, abriendo nuevas vías para la circulación del aire para refrigerar los frenos. En la parte trasera tenía el mismo difusor que estaba presente en la anterior generación, pero todo lo demás era nuevo. Se añaden tomas de aire en los laterales, los pilotos traseros de marcha atrás y la luz antiniebla se reubican en el centro del difusor y se añaden unos catadióptricos en los laterales que simulan luces led. El alerón trasero era más grande que en su predecesor y estaba pintando en el mismo color que la carrocería, para una apariencia mejorada a todo el conjunto. También aumentaba la estabilidad a altas velocidades, pero se reducía su coeficiente aerodinámico. Los laterales también se adaptaban a la nueva aerodinámica con una estética mucho más deportiva. Además, presentaba un nuevo diseño de los gráficos de Abarth, unos pasos de rueda ensanchados y nuevos faldones.
En cuanto al interior, la zona de audio estaba coronada por una pantalla LCD acabada en negro brillante y separada de la zona de los controles del aire acondicionado.

### Punto SuperSport

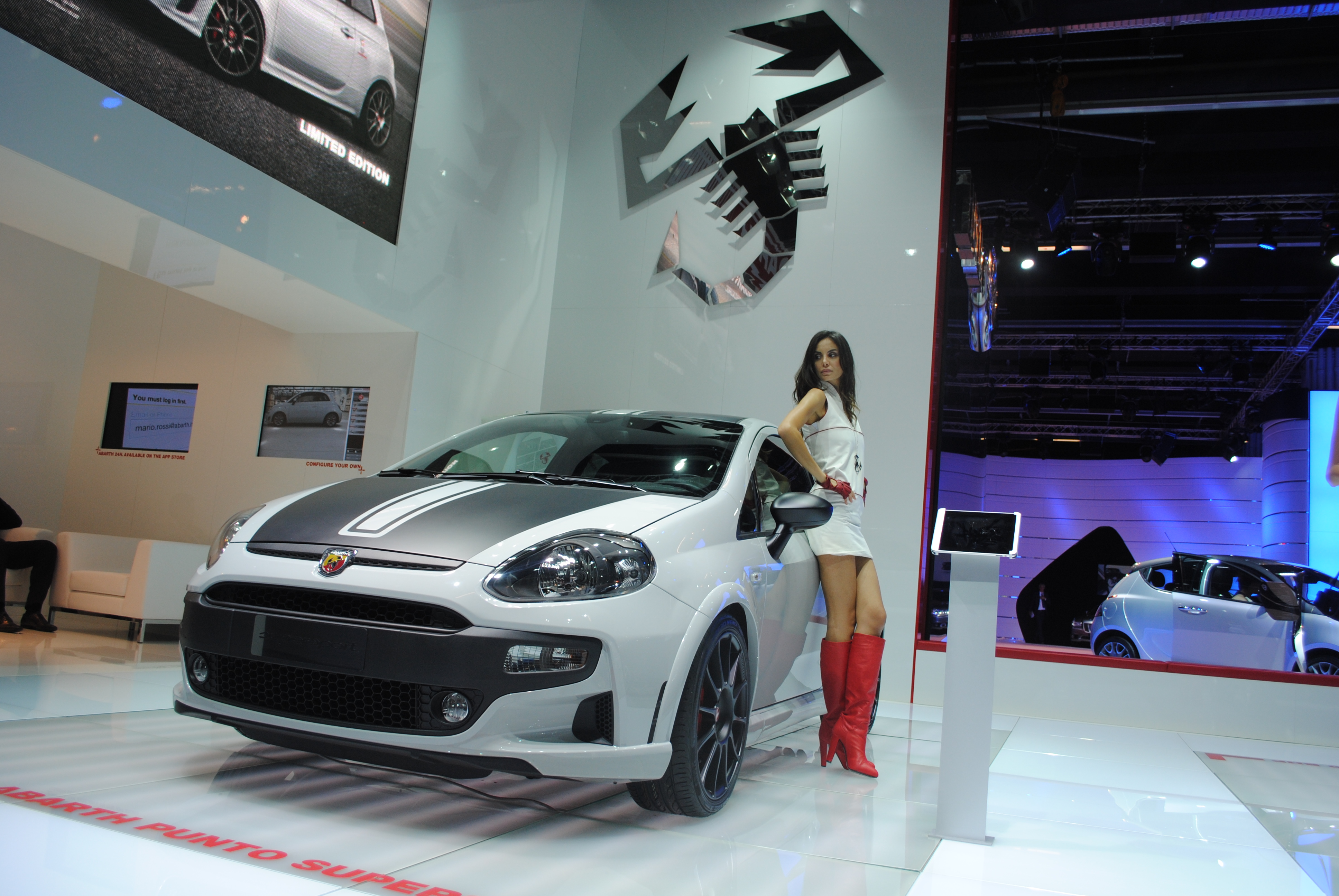
Punto SuperSport en el Salón del Automóvil de Fráncfort de 2011

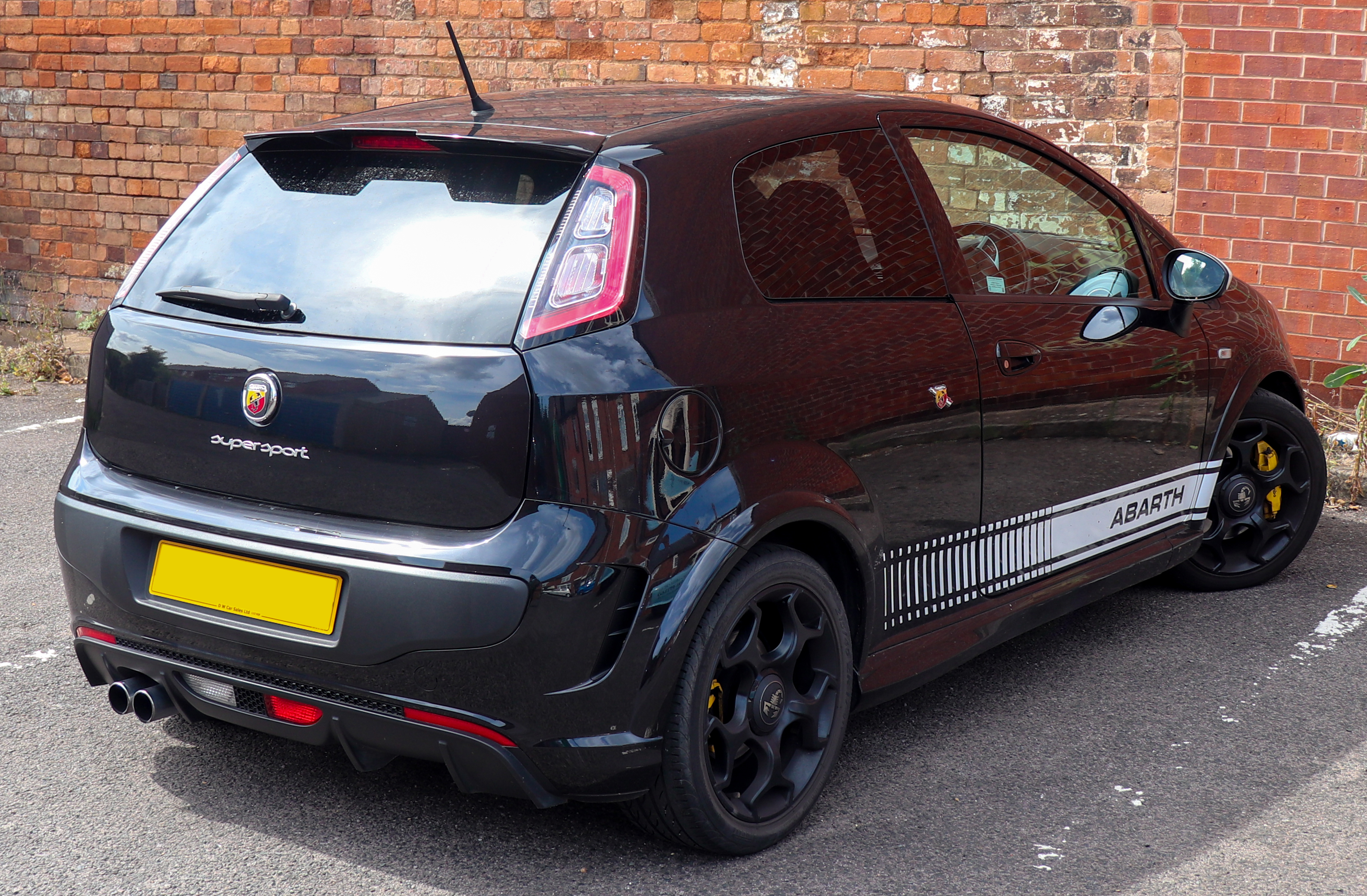
Punto EVO SuperSport 1.4 de 2014 en Warwick

Es todavía más deportivo y radical, cuyas prestaciones son elevadas dado el peso y tamaño del modelo, siendo capaz de alcanzar una velocidad máxima de 216 km/h (134 mph) y acelerar de 0 a 100 km/h (62 mph) en 7,5 segundos.
En cuanto a la estética está especialmente cuidada, ya que el cliente puede elegir una carrocería con el techo y el capó pintado y abrillantado a mano. También se pueden escoger nuevas combinaciones opcionales brillo o mate en el techo y el capó. Estaba equipado con llantas de 17 pulgadas (43,2 cm) en aleación diamantada y frenos de disco delanteros autoventilados y los traseros macizos, ambos con pinzas (cálipers) Brembo, resaltando su carácter deportivo y asegurando al máximo el rendimiento de frenado.
El interior está repleto de detalles exclusivos de serie, como el climatizador automático, el sistema Blue & Me con mandos en el volante, los asientos delanteros deportivos en tejido y el volante de piel. También se incluyen los pedales y las cantoneras de acero inoxidable, las alfombrillas de agujado con el emblema electrosoldado y la placa efecto cromo en la consola del climatizador.
Para reducir su consumo, tiene instalado de serie el sistema de parada y arranque automático Start & Stop y un indicador de marcha recomendada. Con cambio manual seis velocidades y tracción delantera, el conductor puede elegir entre dos modos de conducción: Sport y Normal. El modo deportivo actúa sobre motor, dirección y frenos. También tiene una función llamada Torque Transfer Control (TTC), integrada en el control de tracción, que actúa como un diferencial de deslizamiento limitado delantero y frena la rueda que está en el interior de la curva para evitar las pérdidas de tracción.
También se podía personalizar todavía más con más opciones disponibles, como por ejemplo: el paquete de suspensiones Koni con tecnología FSD y los frenos Brembo.
Se situaba por arriba del Punto Evo, combinando perfectamente los valores de la marca del escorpión, así como la deportividad con el estilo y los elementos de diseño. Esta nueva versión complementaba la oferta del Punto Serie 6, siendo el primer coche de Abarth producido en serie con 180 CV (178 HP; 132 kW) a las 5750 rpm, ya que antes con el Punto Evo estaba disponible con el paquete "esseesse". Nacido como la versión de serie del Punto Scorpione, se distingue por el color del exterior en gris Campovolo.

### Punto Scorpione
Estaba basado en el Fiat Punto 2012. Su motor con tecnología MultiAir, desarrollaba un par máximo de 270 N·m (199 lb·pie), acoplado a una caja manual de seis marchas, igual que en la versión "Essesse", con lo que era capaz de sobrepasar los 216 km/h (134 mph) y de acelerar hasta los 100 km/h (62 mph) en 7,5 segundos.
Para diferenciarse de los normales, esta edición especial Punto Scorpione, que estaba limitada a únicamente 199 unidades, tenía una nueva pintura de diferentes tonos negros en su carrocería, rematada con un techo y capó dividido por una línea que recuerda a los coches de carreras de los años 1960. También equipaba unas llantas de aleación de 17 pulgadas (43,2 cm), suspensiones Koni de nuevos tarados y unos grandes frenos ventilados firmados por Brembo de medidas 305 x 28 mm (12,0 x 1,1 pulgadas) delante y 264 x 11 mm (10,4 x 0,4 pulgadas) detrás, con pinzas (cálipers) de dos pistones en color rojo o amarillo.
En el interior tenía climatizador automático, sistema de audio Blue&Me y asientos delanteros deportivos Sabelt, además de unos relojes creados por Jaeger-LeCoultre, que ya colaboraba con la marca italiana en las carreras de mediados del pasado siglo.
Se vendía también en el país transalpino con el nombre de Supersport. Conseguía unos consumos en carretera de 5 L/100 km (20,0 km/L; 47,1 mpgAm), 8 L/100 km (12,5 km/L; 29,4 mpgAm) dentro de la ciudad y un medio homologado de 6 L/100 km (16,7 km/L; 39,2 mpgAm), al estar equipado con la tecnología Start-Stop y distribución de válvulas variable MultiAir.
Equipa llantas acabadas en negro brillante y frenos de disco delanteros flotantes y perforados, con pinzas (cálipers) de cuatro pistones. También estaban perforados los discos traseros, con unas pastillas de alto rendimiento. Los amortiguadores eran Koni especialmente calibrados, mientras que los muelles se habían acortado para rebajar la altura de la carrocería. En cuanto al escape, estaba sobredimensionado en su parte central.
En el interior también presentaba unos imponentes asientos deportivos con costuras rojas y amarillas. Las 100 primeras unidades venían con las pinzas de freno pintadas en rojo y las 99 restantes con pinzas en color amarillo.

## Especificaciones
| Variantes                             | Grande Punto | Punto Evo | Punto Essesse/ SuperSport/ Scorpione |
| ------------------------------------- | --- | --- | --- |
| Período                               | 2007-2010 | 2010-2014 | 2010-2014 |
| Distribución                          | Doble (DOHC) árbol de levas en cabeza y 4 válvulas por cilindro (16 en total), con MultiAir                                                       | Doble (DOHC) árbol de levas en cabeza y 4 válvulas por cilindro (16 en total), con MultiAir                                                   | Doble (DOHC) árbol de levas en cabeza y 4 válvulas por cilindro (16 en total), con MultiAir                                                     |
| Alimentación                          | Inyección indirecta con ECU Bosch ME7.3 HA y Turbo IHI-Garrett GT1446 con intercooler                                                             | Inyección indirecta con ECU Bosch ME7.3 HA y Turbo IHI-Garrett GT1446 con intercooler                                                         | Inyección indirecta con ECU Bosch ME7.3 HA y Turbo IHI-Garrett GT1446 con intercooler                                                           |
| Diámetro x carrera                    | 72 x 84 mm (2,83 x 3,31 pulgadas) | 72 x 84 mm (2,83 x 3,31 pulgadas) | 72 x 84 mm (2,83 x 3,31 pulgadas) |
| Sistema de lubricación                | Cárter húmedo | Cárter húmedo | Cárter húmedo |
| Capacidad del depósito de combustible | 45 litros (11,9 galAm) | 45 litros (11,9 galAm) | 45 litros (11,9 galAm) |
| Potencia máxima                       | 155 CV (153 HP; 114 kW) @ 5500 rpm | 165 CV (163 HP; 121 kW) @ 5500 rpm | 180 CV (178 HP; 132 kW) @ 5750 rpm |
| Par máximo                            | 230 N·m (170 lb·pie) @ 3000 rpm | 250 N·m (184 lb·pie) @ 2250 rpm | 270 N·m (199 lb·pie) @ 3000 rpm |
| Velocidad máxima                      | 206 km/h (128 mph) | 213 km/h (132 mph) | 216 km/h (134 mph) |
| Aceleración 0-100 km/h (62 mph)       | 8,2 segundos | 7,9 segundos | 7,5 segundos |
| Consumo                               | 9,6 L/100 km (10,4 km/L; 24,5 mpgAm) (urbano) 5,3 L/100 km (18,9 km/L; 44,4 mpgAm) (extraurbano) 6,9 L/100 km (14,5 km/L; 34,1 mpgAm) (combinado) | 8 L/100 km (12,5 km/L; 29,4 mpgAm) (urbano) 5 L/100 km (20,0 km/L; 47,1 mpgAm) (extraurbano) 6,1 L/100 km (16,4 km/L; 38,6 mpgAm) (combinado) | 8 L/100 km (12,5 km/L; 29,4 mpgAm) (urbano) 4,8 L/100 km (20,8 km/L; 49,0 mpgAm) (extraurbano) 6,1 L/100 km (16,4 km/L; 38,6 mpgAm) (combinado) |
| Emisiones de CO2 (EURO 4)             | 162 g (5,7 onzas)/km | 142 g (5 onzas)/km | 142 g (5 onzas)/km |

| 1.ª   | 2.ª   | 3.ª   | 4.ª   | 5.ª   | 6.ª   | Reversa | Final |
| ----- | ----- | ----- | ----- | ----- | ----- | ------- | ----- |
| 3,818 | 2,158 | 1,475 | 1,067 | 0,875 | 0,744 | 3.545   | 4,175 |